# Чупин, Алексей Михайлович
Алексей Михайлович Чупин (2 [15] марта 1913 — 25 июня 1971) — участник Великой Отечественной войны, гвардии младший сержант. Герой Советского Союза (1944).

## Биография
Родился 15 марта 1913 года в деревне Ляхово Российской империи, ныне Андреапольского района Тверской области, в семье крестьянина. Русский.
Образование начальное. Работал в колхозе.
В Красной Армии с июня 1941 года. Призван Ленинским РВК Кировской области. С 24 июня 1941 года в действующей армии. Член ВКП(б) с 1944 года. Был дважды ранен.
Приказом ВС 1 гв. ТА №: 53/н от: 15.04.1945 года гвардии младший сержант Чупин Алексей Михайлович награждён орденом Красной Звезды за то, что "в феврале 1945 года под артиллерийским огнем, обеспечил переправу наших войск через реку Одер, построив переправу с перевыполнением нормы на 180%".
Приказом ВС 1 гв. ТА №: 73/н от: 23.05.1945 года гвардии сержант Чупин Алексей Михайлович награждён орденом Славы 3-й степени за то, что "в уличных боях за Берлин захватил мост и обеспечил дорогу нашим танкам, уничтожив при этом огнем ручного пулемета 7 вражеских солдат и взял в плен 2-х. Получил тяжелое ранение и был отправлен в госпиталь".
После войны Чупин был демобилизован. Вернулся на родину. Работал в колхозе.
Умер 25 июня 1971 года. Похоронен в селе Хотилицы Андреапольского района Калининской области.

### Подвиг
Сапёр 13-го гвардейского отдельного моторизированного инженерного батальона (1-я гвардейская танковая армия, 1-й Украинский фронт) гвардии младший сержант Чупин отличился 1—6 августа 1944 при сооружении моста через Вислу в районе Седлещаны (Польша) под бомбёжками противника. При очередном налёте была разрушена часть настила моста. Чупин вместе с товарищами спас из воды 16 человек, сумел обеспечить переход через разбитый участок моста 70 пехотинцам.
23 сентября 1944 года Указом Президиума Верховного Совета СССР гвардии младшему сержанту Чупину Алексею Михайловичу было присвоено звание Героя Советского Союза с вручением ордена Ленина и медали «Золотая Звезда» (№ 4581).

## Награды
- Герой Советского Союза (1944);
- орден Ленина (1944);
- орден Красной Звезды;
- орден Славы 3-й степени;
- медали.